# ダマスカス県
ダマスカス県（ダマスカスけん、アラビア語: محافظة دمشق、Muḥāfaẓat Dimashq）はシリアの県（ムハーファザ）のひとつ。首都ダマスカス市と市南東部に位置するヤルムーク郊外によって構成される。ダマスカス郊外県に囲まれており、面積は105平方キロメートルで最も小さい。人口は210.3万人（2021年推定）。首府はダマスカス市に置かれている。
1962年にダマスカス県（ディマシュク県）からダマスカス市が分割され、1987年に県に昇格し成立した。

## 郡

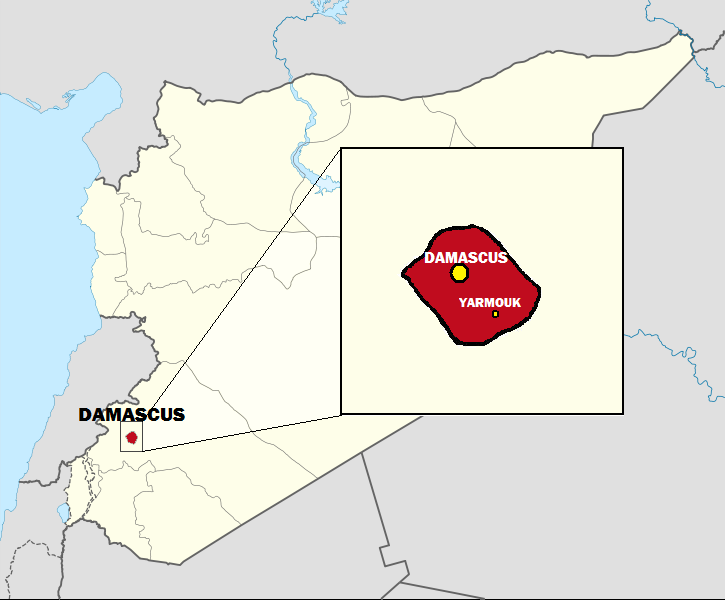
県にはダマスカス市のほか、ヤルムークも含む。

1つの郡が設置されている。
- ダマスカス

### 主要都市
- ダマスカス市
- ヤルムーク（英語版）